# Boggsite
La boggsite è uno zeolite naturale composto da sodio, calcio, alluminio, silicio, idrogeno e ossigeno. È abbastanza simile alla zeolite sintetica ZSM-5, anche se differente. Sembra mostrare ottime funzioni catalitiche ma gli studi non sono ancora abbastanza approfonditi.

## Origine e giacitura
La boggsite è attualmente conosciuta come proveniente solo da una località e nella forma di frammenti di cristalli estremamente piccoli. È improbabile che essa sia rinvenuta sulla Terra in quantità sufficienti da essere commercialmente importanti.